# Komsomolski (Tsjoekotka)
Komsomolski (Russisch: Комсомольский; "Komsomol") is een voormalige mijnwerkersplaats (nederzetting met stedelijk karakter) in het zuidoosten van het district Tsjaoenski in het noordwesten van de Russische autonome okroeg Tsjoekotka. De plaats ligt op ongeveer 120 kilometer ten zuidoosten van het districtcentrum, de stad Pevek, aan de zuidelijke voet van het Itsjoevejemgebergte, aan de noordelijke oever van de rivier Sredni Itsjoevejem (zijrivier van de Itsjoevejem).
Bij de plaats zijn de goudwinningsbedrijven Tsjoekotka en Kvazar (Quasar) actief, ook na de sluiting van de plaats. Nabij de plaats bevindt zich een groot landbouwbedrijf voor vlees- en melkvee. Ten noordwesten van Komsomolski ligt de eveneens verlaten nederzetting Bystry.
De plaats ligt aan een onverharde autoweg van Pevek naar Bilibino. Andere onverharde wegen leidden naar Oegolnye Kopi (625 km; bij Anadyr) en Mys Sjmidta (235 km; over winterweg 199 km). In 2004 waren er plannen voor de aanleg van een wegverbinding met Bilibino in het kader van een federaal programma voor het met elkaar verbinden van Tsjoekotka, oblast Magadan, Jakoetië en oblast Irkoetsk.

## Bebouwing
De plaats valt onder te verdelen in twee plaatsdelen aan weerszijden van de rivier Kaatyr (zijrivier van de Sredni Itsjoevejem). Het ene deel werd door de inwoners Zaretsjka ("bij het riviertje") genoemd en het andere deel Verch ("boven"; naar de hogere ligging op de uitlopers van het gebergte). In Zaretsjka bevinden zich een aantal bedrijven en veel lage bebouwing en in Verch liggen naast bedrijven veel appartementscomplexen van twee etages hoog, alsook een gebouw van 5 etages. De verwarmingselementen voor de stadsverwarming in Verch bevinden zich in verband met de permafrost vlak onder de bodem in beschermde containers bovengronds. In Verch hadden deze containers langs de weg als nevenfunctie dat ze in de winter het sneeuw van de weg hielden door de warmte. In Zaretsjka werden de huizen verwarmd met ovens of elektrische verwarming. Elektriciteit werd aangevoerd vanaf de Kerncentrale Bilibino.
In de plaats bevonden zich twee scholen voor algemene vorming, een muziekschool, twee kleuterscholen, een sportcomplex, een club met bioscoop, polikliniek, ziekenhuis, hotel, banya, eetgelegenheid, openbare voorzieningengebouw, wasserette, kapper, postkantoor en een aantal winkels.
Op enige kilometers van de plaats ligt het voormalige vliegveld van Komsomolski, waar naast helikopters ook vliegtuigen konden landen. De helikopters landen sindsdien in de plaats zelf. Langs de weg naar het voormalige vliegveld bevindt zich de begraafplaats van Komsomolski.

## Geschiedenis
De plaats ontstond rond 1957 bij de openstelling van een aantal tin- en goudmijnen. De eerste inwoners waren gevangenen, bannelingen (gedeporteerden met beperkte bewegingsvrijheid) en jonge vrijwilligers van de Komsomol op de Komsomolpas. Bij de plaats werd een ertsveredelende fabriek (GOK) geopend. De mijnen bij Komsomolski behoorden in de sovjetperiode tot de grootste mijnen van het land.
Bij de laatste sovjetvolkstelling van 1989 telde Komsomolski 3.794 inwoners. In de jaren 1990 werden de mijnen en de fabriek onrendabel en in 1998 werd besloten tot de opheffing van de 'kansloze' plaats. Bij de volkstelling van 2002 woonden er echter nog altijd 597 mensen (een daling van 84,3% t.o.v. 1989). Dat jaar werd de resterende bevolking geëvacueerd.
Bestuurlijk centrum: Pevek

Ajon · Apapelgino(†) · Baranicha(†) · Bystry(†) · Janranaj · Joezjny(†) · Komsomolski(†) · Krasnoarmejski(†) · Rytkoetsji · Valkoemej(†) · Zapadny(†)